# Julius Perlis (Schachspieler)
Julius Perlis (* 19. Januar 1880 in Białystok, Russisch-Polen; † 11. September 1913 am Hochtor-Ostgrat, Ennstaler Alpen) war ein österreichischer Schachmeister.
Julius Perlis studierte von 1898 bis 1902 Rechtswissenschaft an der Universität Wien und wurde 1903 zum Dr. jur. promoviert. Von 1905 bis 1908 war er als Konzipient in einer Wiener Anwaltskanzlei tätig. Er ließ sich als Rechtsanwalt in Wien nieder. Hier frönte er seinem Hobby Schach oftmals im Café Central. Er nahm an insgesamt 13 Meisterturnieren teil, beim Turnier in Barmen 1905 belegte er den 4. Platz, 1909 in Sankt Petersburg den 7. Platz.
1910 verlor er einen Wettkampf gegen Spielmann nur knapp mit einer Gewinn-, zwei Verlust- und zwei Remispartien.
Seinen größten Erfolg feierte er 1912 im stark besetzten Turnier von San Sebastian. Hier belegte er den 5. Platz und erreichte gegen den Turniersieger Rubinstein zweimal Remis sowie gegen den Zweitplatzierten Nimzowitsch einen Sieg und ein Remis. Perlis beschäftigte sich auch mit Schachkomposition.
1913 verirrte er sich bei einer Wanderung in den Ennstaler Alpen und erfror.